# Witchcraft (brano musicale)
Witchcraft è un brano musicale del 1957 composto da Cy Coleman per quanto riguarda la musica e da Carolyn Leigh per il testo. La canzone venne resa popolare da Frank Sinatra, che la pubblicò nel singolo Witchcraft/Tell Her You Love Her a fine 1957, raggiungendo la posizione numero 20 in classifica negli Stati Uniti, e restando sedici settimane in classifica.
Composta ed arrangiata come pezzo solo strumentale da Coleman per lo spettacolo teatrale Take Five, il testo venne aggiunto successivamente dalla Leigh, e Witchcraft venne incisa da Sinatra nel maggio 1957, in un arrangiamento ad opera di Nelson Riddle.
Appena congedato dal servizio di leva, Elvis Presley cantò la canzone insieme a Sinatra nello speciale televisivo The Frank Sinatra Timex Show: Welcome Home Elvis.

## Versioni di Frank Sinatra
Sinatra registrò Witchcraft per tre volte in carriera. La prima incisione risale al 1957, per la pubblicazione su singolo, e venne in seguito inserita nella raccolta All the Way (1961). Sinatra registrò nuovamente Witchcraft nel 1963 per l'album Sinatra's Sinatra, ed infine nel 1993 in duetto con Anita Baker per l'album Duets.
| Data       | Etichetta       | Formato | Album                                   | Traccia:Album | Data album | Collaboratori | Arrangiamento |
| ---------- | --------------- | ------- | --------------------------------------- | ------------- | ---------- | ------------- | ------------- |
| 20-05-1957 | Capitol Records | Studio  | The Complete Capitol Singles Collection | 3/13:3/5      | 1996       |               | Nelson Riddle |
| 30-04-1963 | Reprise Records | Studio  | Sinatra's Sinatra                       | 5/12:1/1      | 1963       |               | Nelson Riddle |
| 09-07-1993 | Capitol Records | Duetto  | Duets                                   | 11/13:1/1     | 1993       | Anita Baker   | Nelson Riddle |

La canzone è citata nel film Chi ha incastrato Roger Rabbit del 1988, dove una "spada canterina" (un oggetto animato con il volto e la voce di Frank Sinatra) ne canta alcune note. Peraltro si tratta di una citazione anacronistica, dato che il film è ambientato nel 1947, 10 anni prima che il brano venisse inciso per la prima volta.

## Altre versioni
Witchcraft è stata incisa da numerosi altri artisti, inclusi Sarah Vaughan, nel suo album del 1962 You're Mine You, Ella Fitzgerald, in Ella Returns to Berlin (1961), e Bill Evans in Portrait in Jazz (1959). Un'altra versione è presente nel film del 1993 Hocus Pocus.

## Premi

### Grammy Awards
Alla prima edizione dei Grammy Awards nel 1959, Frank Sinatra ricevette 6 nomination, con Witchcraft nominata come miglior incisione dell'anno, miglior canzone dell'anno, miglior performance vocale maschile, e con l'arrangiamento di Nelson Riddle per il brano in lizza per il premio di miglior arrangiamento dell'anno. Nella stessa serata Sinatra ebbe anche due album in nomination come album dell'anno, e vinse il Grammy per la miglior copertina di LP.